# Saint Athan
Saint Athan is een dorpje in de Vale of Glamorgan in Zuid-Wales, Groot-Brittannië. Het is genoemd naar de H. Athan.
Het dorp telt twee pubs en een voetbalploeg. Op het grondgebied van het dorp ligt een belangrijke luchtmachtbasis van de RAF.

## Impressie

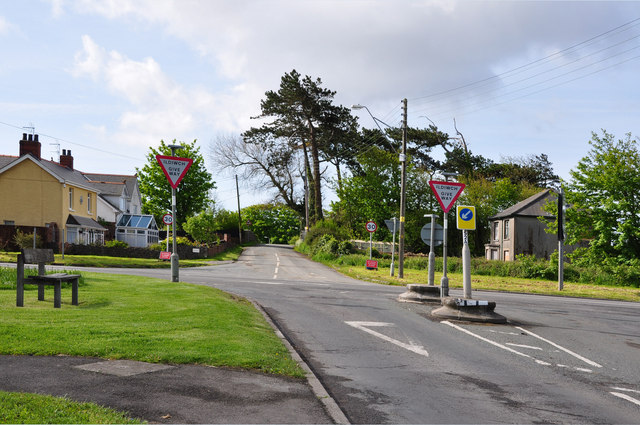
Saint Athan
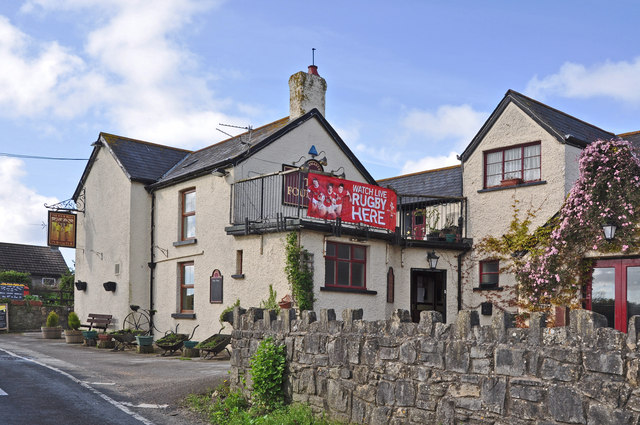
The Four Bells, Saint Athan
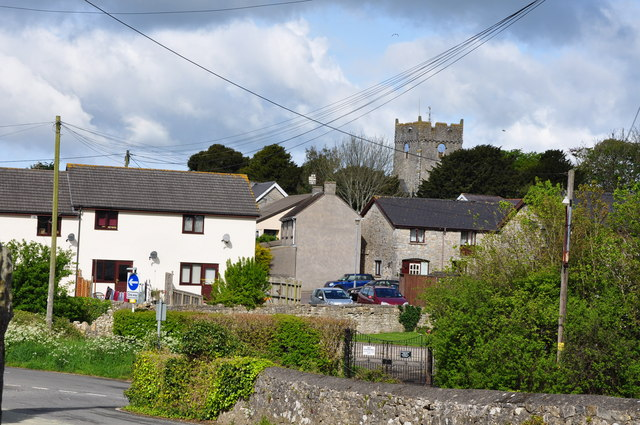
Kerktoren van Saint Athan
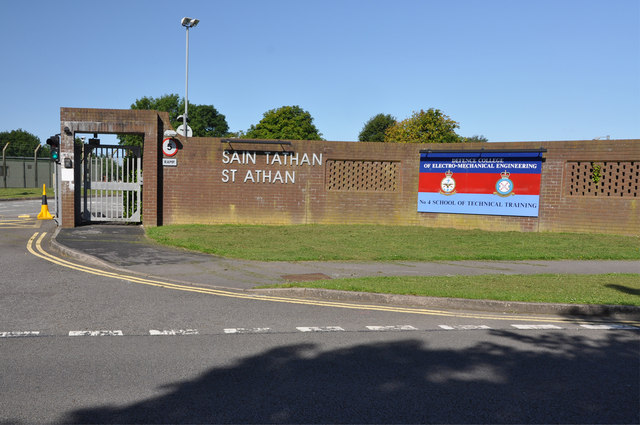
Vliegveld van Saint Athan
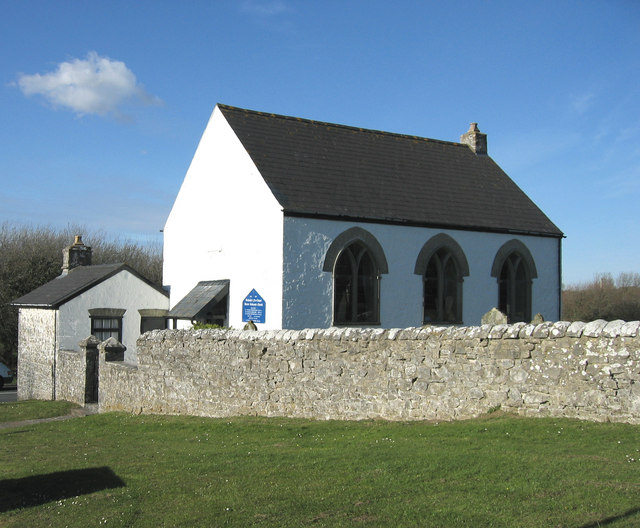
Bethesda'r Fro Chapel
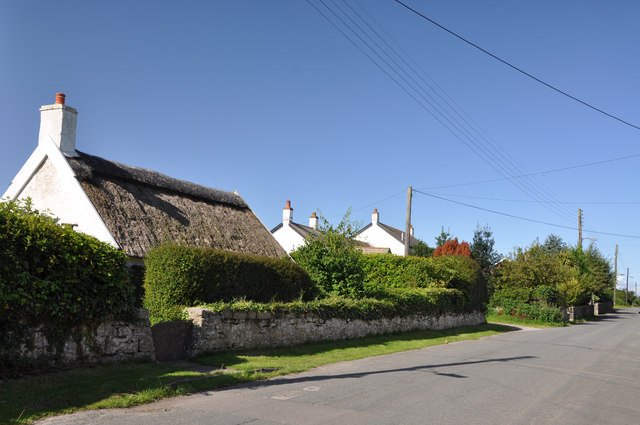
Myrtle Cottage
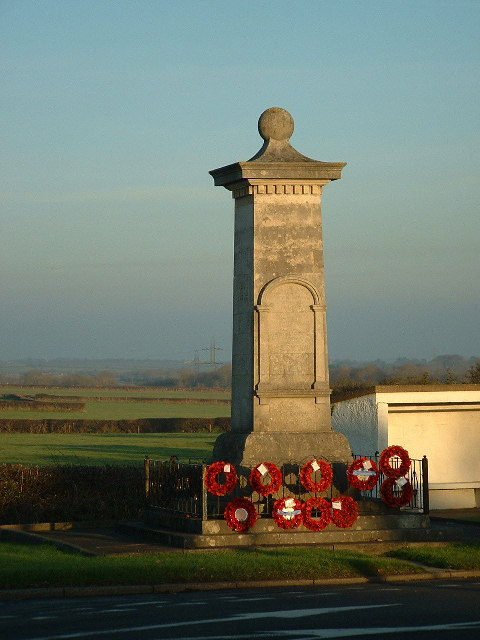
Oorlogsmonument